# José Rodríguez (wielrenner)
José Alexis Rodríguez Villalobos (6 juli 1996) is een Costa Ricaans wielrenner.

## Carrière
In 2016 nam Rodríguez deel aan de wegwedstrijd voor beloften op het wereldkampioenschap, maar reed die niet uit. Later dat jaar reed hij de Ronde van Costa Rica, waar een veertiende plaats in de tijdrit zijn beste klassering was. In het eindklassement werd hij achttiende, in het jongerenklassement derde.
In mei 2017 won hij het Pan-Amerikaanse kampioenschap tijdrijden voor beloften, voor Ian Garrison en Nicolás Tivani. Eind januari 2018 werd bekend dat Rodríguez tijdens de Ronde van Costa Rica in 2017 positief had getest op Cera, waarna hij door de UCI voorlopig werd geschorst.

## Overwinningen
2017
 Pan-Amerikaans kampioen tijdrijden, Beloften